# 彭措林乡
彭措林乡（藏語：ཕུན་ཚོགས་གླིང་），是中华人民共和国西藏自治区日喀则市拉孜县下辖的一个乡镇级行政单位。

## 行政区划
彭措林乡下辖以下地区：
彭措林村、普松村、孜江村、谢曲村、查达村、萨卓村和那嘎村。